# Сува (футбольний клуб)
Футбольний клуб Сува або просто «Сува» (англ. Suva Football Club) — фіджійський напівпрофесіональний футбольний клуб з однойменного міста, який виступає у Національної Футбольної Ліги. Їх домашній стадіон ANZ, раніше був відомий під назвою «Національний стадіон». Виступають у футболці, шортах та шкарпетках білого кольору.

## Історія

### Ранній період
У футбол на Фіджі почали грати з появою тут європейців. Футбольний клуб «Сува» було створено у 1905 році з європейців-співробітників уряду та бізнесменів.У 1910 році команда Суви зіграла матч проти команди Наусорі. Екіпажі морських кораблів, які потрапляли до Суви, також грали товариські матчі проти місцевих команд. У 1910 року команда з Суви зіграла товариський матч проти HMS Powerful і здобула перемогу з рахунком 3:1. У 1914 році команда з Суви зіграла проти команди HMS Torch, на «Альберт-Парк», і перемогла з рахунком 2:0. У 1930 році губернатор виділив два ігрових поля в Суві для проведення футбольних змагань. У 1922 році на Суві було засновано «Саншайн Клаб». На Суві було 4 команди, які проводили свої матчі на полі Школи Братів Маріст у Тураці.

### Заснування ФА Суви
Індійська Реформістська Ліга стала першою організацією, яка створила об'єднання та організувала футбольні змагання на Суві. У 1927 році Ліга організувала шкільне футбольне змагання на «Альберт-Парк». У цьому змаганні взяли участь Школа Методистської місії, Школа Братів Маріст, Індійська школа Манівату та Ісламська Школа. За результатами цього турніру 22 січня 1928 року відбулася зустріч представників команд-учасниць, яка вирішила створити комітет Футбольної Асоціації. Редактор щомісячного журналу Хінді/Англійський магазин, Вріддхі, Доктор І.Г. Бітті пожертвував трофей і перший турнір було організовано 26 травня 1928 року на майданчикуШколи Братів Маріст. Команди, які брали участь у Футбольному Клубі «Індійської Реформістської Ліги»: «Турак Сервайс Клаб», ФК «Ділкуша Ексельсьйор», ФК «Рева» та «Юніон Клаб». У 1936 році організація змінила свою назву на «Футбольна Асоціація Сува». У 1936 році число команд у асоціації зросло до 8-ми, у 1945-му — до 16-ти, а в 1958-му — до 41-го, після цього змагання почали організовувати у старших, резервних, проміжних та молодіжних категоріях.
У 1938 році ФА Сува стала одним з членів-засновників Фіджійської Індійської Футбольної Асоціації, яка у 1961 році змінила назву на Футбольна Асоціації Фіджі.

## Досягнення
- Національний футбольний чемпіонат (по Округах):
  -  Чемпіон (4): 1996, 1997, 2014, 2020

- Міжокружний чемпіонату:
  -  Чемпіон (13): 1940, 1945, 1946, 1948, 1951, 1952, 1954, 1956, 1960, 1981, 1983, 2012, 2014

- Битва гігантів:
  -  Чемпіон (3): 1982, 1988, 1995

- Кубковий турнір Футбольної Асоціації Фіджі:
  -  Володар (2): 1995, 2012

## Склад
Станом на 7 квітня 2016
| №  | Поз. | Нац.  | Гравець            |
| -- | ---- | ----- | ------------------ |
| 1  | ВР   | Фіджі | Тевіта Короі       |
| 2  | ЗХ   | Фіджі | Епелі Леіроті      |
| 3  | ЗХ   | Фіджі | Томасі Таікакау    |
| 4  | ЗХ   | Фіджі | Джеле Дрелоа       |
| 5  | ЗХ   | Фіджі | Поаса Баінівалу    |
| 6  | ПЗ   | Фіджі | Нікель Чанд        |
| 7  | ПЗ   | Фіджі | Каліова Тівулі     |
| 9  | ЗХ   | Фіджі | Сакарія Наісау     |
| 10 | НП   | Фіджі | Русіате Матаререга |
| 11 | ПЗ   | Фіджі | Мадван Гундар      |

| №  | Поз. | Нац.  | Гравець               |
| -- | ---- | ----- | --------------------- |
| 12 | ЗХ   | Фіджі | Томасі Укулоа         |
| 13 | НП   | Фіджі | Дон Рай               |
| 14 | НП   | Фіджі | Самуела Друдру        |
| 15 | ЗХ   | Фіджі | Ваісаке Навунігасу    |
| 16 | ПЗ   | Фіджі | Шахіл Даве            |
| 17 | ЗХ   | Фіджі | Філіпе Баравілала     |
| 19 | ПЗ   | Фіджі | Піта Рабо             |
| 20 | ПЗ   | Фіджі | Сетарекі Г'юз         |
| 22 | ВР   | Фіджі | Еморі Рагата          |
| 23 | ВР   | Фіджі | Беньяміно Матеінакара |